# オスモナリ・グロノフ
オスモナリ・グロノフ（1956年 - ）は、キルギス共和国の政治家、内務官僚。元内務相代行（在職：2006年）。民警少将。

## 経歴
オシ州ウズゲンスキー地区ウチ・タプキル村出身。1979年、レニングラード国立大学を卒業。
1983年から内務機関。1986年～1989年、内務省刑事捜索局第1課（情報分析）捜査係。1989年、内務省カラガンダ高等学校を卒業。
2006年10月まで内務省不法移民・宗教過激主義対策局長。2006年10月6日、内務相代行に任命されたが、11月6日、野党の要求により解任された。
2006年11月～12月、内務省宗教過激主義対策局長。2006年12月18日～2007年3月14日、キルギス共和国安全保障会議書記。2007年～2008年1月14日、内務第一次官。
2009年1月16日、内務省国家特殊警護勤務総局長。

## パーソナル
一等「クジュルモン・クィズマート・オトゴンドゥグ・ウチュン」メダル、大統領と政府の名誉賞状を受章。